# يوم النفراوات
يوم النفروات هو أحد أيام العرب في عصر ما قبل الإسلام لبنو عامر ضد بنو عبس.

## مقدمات
كان زهير بن جذيمة الغطفاني ملك بني نزار بن معد بن عدنان يأتي سنويا من نجد إلى سوق عكاظ في أرض قيس عيلان بين نجد و الحجاز و كانت تعقد له بالسوق قبة و تتوافد عليه وفود قبائل مضر من قيس و خندف و تقدم له الإتاوةوكانت هوازن تعطي إتاوة أو الخراج لزهير بن جذيمة بن رواحة العبسي، فأتته عجوز من بنو نصر بن معاوية ببضاعه لها "سمن" فذاق زهير السمن ولم يعجبه طعمه فدفعها بقوس في يده فسقطت، غضب خالد بن جعفر وقال: والله لأجعلن ذراعي في عنقه حتى يقتل أو أقتل.

## نبذة
قدم الحارث بن عمرو ابن الشريد إلى زهير وقد كانت تماضر بنت عمرو بن الشريد زوجته، فلما عرف الحارث مكان زهير أخبر بنو عامر بن صعصعة قوم خالد بن جعفر، فامتطى ستة فوارس خيلهم منهم خالد بن جعفر وصخر بن الشريد وحندج بن البكاء ومعاوية بن عبادة بن عقيل فارس الهرار.
أخبر أسيد شقيق زهير بالأمر قائلًا: أعلمتني راعية غنمي أنها رأت على رأس الثنية أشباحًا ولا أحسبها إلا خيل بو عامر. فرد عليه زهير: كل أزب نفور.
فتحمل أسيد بمن معه وبقى زهير وولديه "ورقاء والحارث" ثم صبحتهم الفوارس إلا أن فرس زهير المسماه القعساء هاجت ولحقه خالد ومعاوية الأخيل، فطعن معاوية فرس القعساء مسببة سقوط زهيرًا.
خرّ خالد رافعًا المغفر عن رأس زهير وقال: يا بنو عامر اقتلونا جميعًا. وأقبل معاوية فضرب زهيرًا على مفرق رأسه ضربة بلغت الدماغ، وأقبل ورقاء بن زهير فضرب خالدًا وعليه درعان فلم تصبه.
دافع ابنا زهير عن والدهما وأبعدا بقيه القوم عنه ثم احتملاه وقد أثخنته الضربه فمنعوه الماء ثم قال لهم: اسقوني وإن كانت نفسي فيه فسقوه فمات بعد ثلاثة أيام.

## في الشعر
قال ورقاء بن زهير عن يوم النفراوات:
وقال خالد بن جعفر في قتله زهيرا:

## الموضع
تعد ديار نجد موطن مشترك بين طرفي النزاع وهما بنو عامر وبنو عبس، ما يرجح وقوع يوم النفراوات في منطقة نجد الواقعة حاليًا في المملكة العربية السعودية.

## هوامش
1. ↑  يطلق عليه الأخيل وهو جد ليلى الأخيلية.
2. ↑  يقصد فيه البعير الأزب وهو الذي يكثر شَعْرُ حاجبيه - يكون نَفُوراً؛ لأن الريحَ تضْربه فينفر، يضرب في عَيْب الجبان وقد جرت مثلًا بين العرب، وإنما قَاله زهير بن جَذيمة لأخيه أسيد، وكان أَزَبَّ جباناً.
3. ↑  يقصد وإن كان هلاكه بسبب شربة الماء